# Kondwani Mtonga
Kondwani Mtonga (Lusaka, 1984. február 12. –) zambiai válogatott labdarúgó, jelenleg a ZESCO United játékosa.

## Sikerei, díjai
ZESCO United
- Zambiai bajnok (2): 2008, 2010